# Elixir Aircraft Elixir
L'Elixir est un avion biplace destiné aux écoles de pilotage, aéroclubs et pilotes privés, conçu et fabriqué par le constructeur aéronautique français Elixir Aircraft. Il a été certifié CS-23 par l'Agence européenne de la sécurité aérienne (EASA) en 2020.

## Développement
Le développement de l'Elixir a débuté en 2015. Des maquettes ont été dévoilées au Salon du Bourget de 2015. Le prototype a été présenté au Salon 2017.
Son premier vol a eu lieu le 31 aout 2017 depuis l'aéroport de La Rochelle. L'appareil a volé pendant 40 minutes jusqu'à 5 000 pieds. Il a été certifié dans la catégorie CS-23 par l'EASA le 20 mars 2020 et est en cours de certification FAA FAR 23.
Au mois de février 2024, Elixir Aircraft boucle une levée de fonds de 13 millions d’euros en capital auprès d'Innovacom et Bpifrance pour lancer l’industrialisation de ses avions de 4e génération.

## Caractéristiques
L'Elixir est un avion léger biplace doté d'une structure en fibre de carbone. L'appareil est doté d'un empennage en T. Il est motorisé par un Rotax 912iSc avec une hélice tripale MT-Propeller. L'avion dispose aussi d'un parachute balistique.
Le site de production de l'avion se trouve sur la commune de Périgny, proche de La Rochelle, en Charente-Maritime. Il est prévu qu'Elixir Aircraft réalise la production à plus grande série sur l'aéroport de La Rochelle.

## Variantes
- NVFR[9]
- IFR[9]
- Une version plus puissante, équipée du Rotax 915 iS, prévue pour le voyage[9].
- Une version remorqueur de planeur[9].

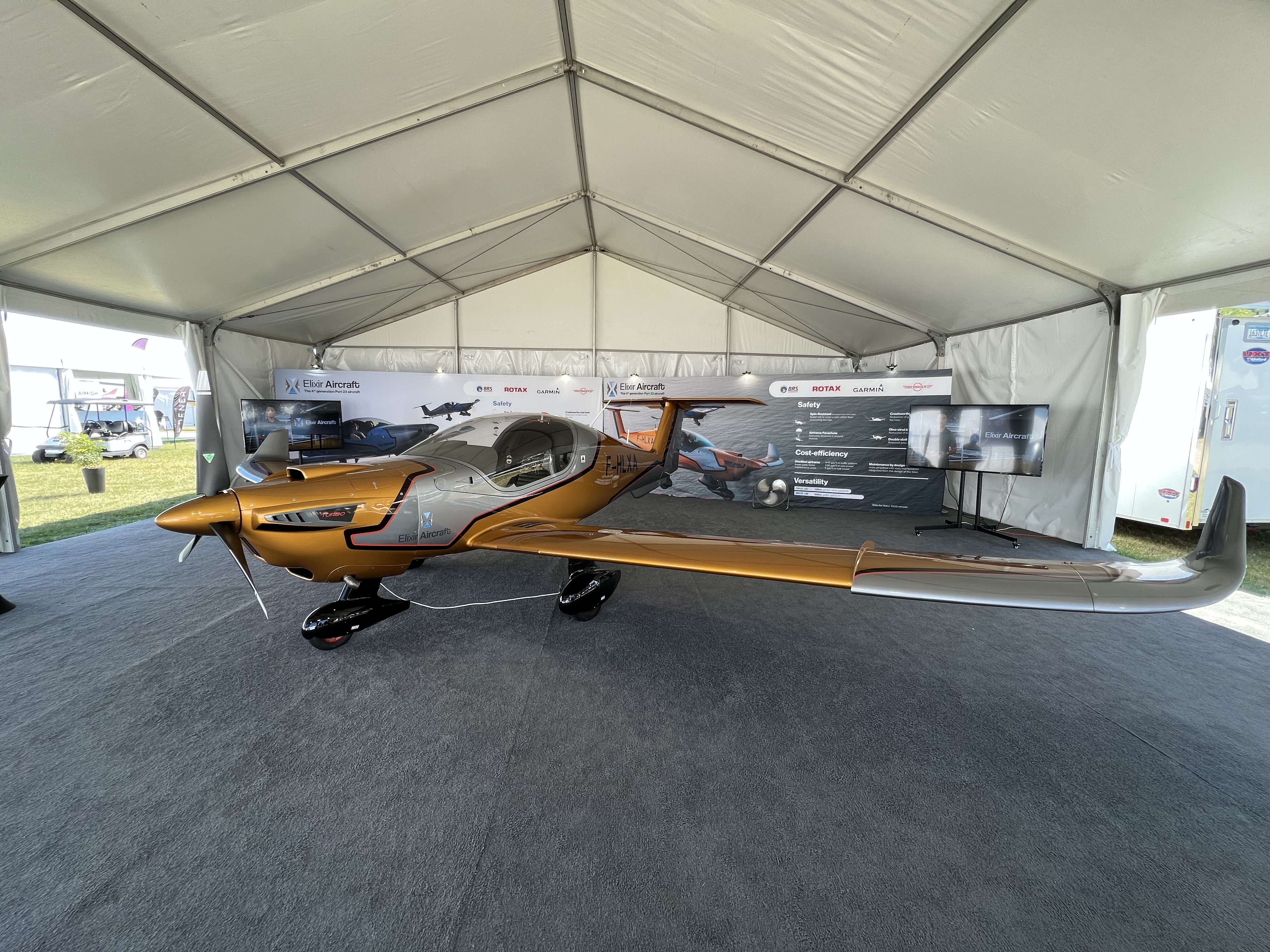
Elixir 915iS Turbo

## Commandes
Le 2 février 2022, le premier avion a été livré à l’aéro-club des Pertuis, basé à La Rochelle.
En 2023, Elixir Aircraft compte plus de 70 commandes fermes (dont 4 pour Airbus Flight Academy et 6 pour Mermoz Academy) et plus de 140 avions précommandés, dont 100 pour Sierra Charlie Aviation, basée à Scottsdale en Arizona.

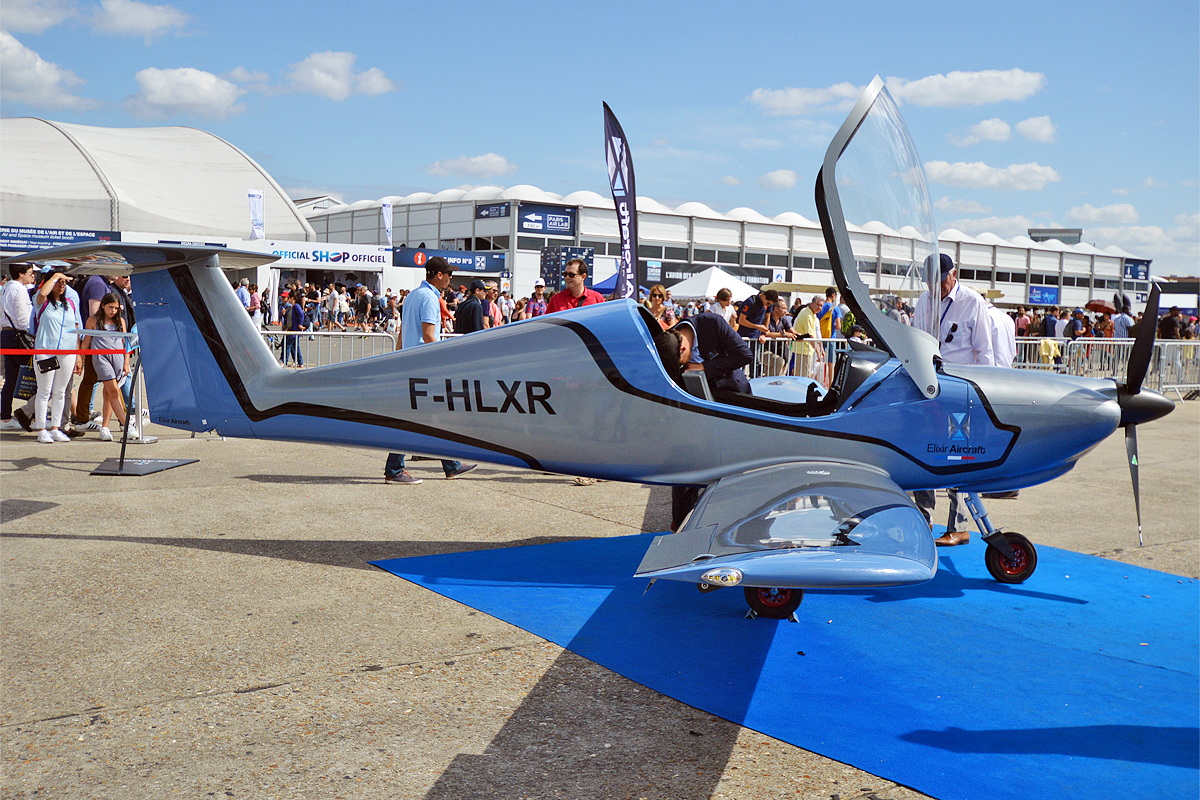
Elixir Aircraft LSA